# 사카모토 요시오
사카모토 요시오(일본어: 坂本 賀勇)는 일본의 비디오 게임 디자이너, 디렉터 및 프로듀서이다. 1982년부터 닌텐도에서 근무했으며 대표적인 기획작품으로 《메트로이드》 시리즈가 있다. 닌텐도에서 가장 오래된 개발부처였던 닌텐도 개발 제일부에서 요코이 군페이와 오사와 토루와 함께 가장 활동이 많았던 인물이다.

## 경력
사카모토는 1982년 미대를 졸업한 후 닌텐도에 고용됐다. 그가 처음 작업한 작품은 휴대용 기기 게임 & 워치용 《동키콩》과 아케이드 게임 《동키콩 Jr.》였다. 그 후 패밀리 컴퓨터 기종으로 개발을 주력해 《레킹 크루》, 《검슈》, 《벌룬 파이트》, 《키드 이카루스》같은 게임을 디자인했다.
그가 참여한 가장 유명한 게임은 《메트로이드》 시리즈로, 1987년 패미컴 디스크 시스템과 패밀리 컴퓨터로 발매된 첫 작품 《메트로이드》에 캐릭터 디자이너로 참여하면서 인연이 시작됐다. 그 후 《슈퍼 메트로이드》, 《메트로이드 퓨전》, 《메트로이드: 제로 미션》, 《메트로이드: 아더 M》을 기획하고 시나리오를 집필했다. 2017년에 발매된 《메트로이드: 사무스 리턴즈》에서는 프로듀서를 맡았다.

### 철학
사카모토는 닌텐도의 기대에 부응하기 위해 유년기의 경험을 바탕으로 게임을 제작하고 있다고 밝히면서 《메이드 인 와리오》를 그 예시로 들었다.

## 작품
| 연도 | 제목                                     | 역할                                       |
| ---- | ---------------------------------------- | ------------------------------------------ |
| 1982 | 동키콩 (게임 & 워치)                     | 그래픽 디자이너                            |
| 1982 | 동키콩 Jr.                               | 그래픽 디자이너                            |
| 1983 | 스누피                                   | 그래픽 디자이너                            |
| 1983 | 마리오의 폭탄 배탈                       | 그래픽 디자이너                            |
| 1984 | 벌룬 파이트                              | 그래픽 디자이너                            |
| 1984 | 레킹 크루                                | 디자이너                                   |
| 1986 | 검슈                                     | 디자이너                                   |
| 1986 | 메트로이드                               | 디자이너                                   |
| 1986 | 키드 이카루스                            | 게임 디자이너                              |
| 1987 | 나카야마 미호의 두근두근 하이스쿨        | 디렉터, 게임 디자이너, 시나리오            |
| 1988 | 패미컴 탐정 클럽: 사라진 후계자          | 시나리오                                   |
| 1989 | 패미컴 탐정 클럽 파트 II: 뒤편에 선 소녀 | 시나리오                                   |
| 1990 | 벌룬 키드                                | 디렉터                                     |
| 1992 | X                                        | 디렉터                                     |
| 1992 | 개구리를 위하여 종은 울린다              | 시나리오                                   |
| 1994 | 슈퍼 메트로이드                          | 디렉터                                     |
| 1995 | 텔레로복서                               | 디렉터                                     |
| 1997 | 게임 & 워치 갤러리                       | 조언                                       |
| 1998 | 게임보이 카메라                          | 추가 스태프                                |
| 2000 | 트레이드 & 배틀: 카드 히어로             | 디렉터, 게임 디자이너, 시나리오            |
| 2001 | 와리오 랜드                              | 감독                                       |
| 2002 | 메트로이드 퓨전                          | 주디렉터, 시나리오, 스토리                 |
| 2003 | 와리오 월드                              | 조언                                       |
| 2003 | 모여라!! 메이드 인 와리오                | 감독                                       |
| 2004 | 돌려라 메이드 인 와리오                  | 프로듀서                                   |
| 2004 | 만져라 메이드 인 와리오                  | 프로듀서, 게임 디자이너                    |
| 2004 | 메트로이드: 제로 미션                    | 디렉터                                     |
| 2006 | 춤춰라 메이드 인 와리오                  | 프로듀서, 게임 디자이너                    |
| 2006 | 리듬 천국                                | 프로듀서, 게임 디자이너                    |
| 2007 | 피크로스 DS                              | 조언                                       |
| 2007 | 고속 카드 배틀: 카드 히어로              | 프로듀서                                   |
| 2008 | 리듬 세상                                | 총괄 프로듀서                              |
| 2009 | 메이드 인 나                             | 프로듀서                                   |
| 2009 | 친구모아 컬렉션                          | 프로듀서                                   |
| 2010 | 메트로이드: 아더 M                       | 디렉터, 프로듀서, 시나리오                 |
| 2011 | 리듬 세상 Wii                            | 총괄 프로듀서                              |
| 2012 | 키키 트릭                                | 조언                                       |
| 2013 | 게임 & 와리오                            | 프로듀서, 게임 디자이너                    |
| 2013 | 친구모아 아파트                          | 프로듀서                                   |
| 2015 | 리듬 세상 더 베스트 플러스               | 총괄 프로듀서                              |
| 2016 | 미모토                                   | 프로듀서                                   |
| 2016 | 메트로이드 프라임: 페더레이션 포스       | 특별조언                                   |
| 2017 | 메트로이드: 사무스 리턴즈                | 프로듀서                                   |
| 2021 | 패미컴 탐정 클럽: 사라진 후계자          | 원작 게임 디자인, 시나리오, 조언, 프로듀서 |
| 2021 | 패미컴 탐정 클럽: 뒤편에 선 소녀         | 원작 게임 디자인, 시나리오, 조언, 프로듀서 |
| 2021 | 메트로이드 드레드                        | 프로듀서                                   |